# Malonty
Malonty település Csehországban, a Český Krumlov-i járásban. Malonty Pohorská Ves, Benešov nad Černou, Dolní Dvořiště és Kaplice településekkel határos. Lakosainak száma 1422 fő (2024. január 1.).

## Népesség
A település lakosságának változását az alábbi diagram mutatja:
| Lakosok száma | 3526 | 3267 | 3105 | 874  | 1027 | 1089 | 1378 | 1390 | 1404 | 1422 |
|               | 1869 | 1890 | 1921 | 1950 | 1980 | 2001 | 2017 | 2019 | 2022 | 2024 |